# Hrvatska pošta Mostar
Hrvatska pošta Mostar (en español: Correo Croata Mostar) es una de las tres empresas responsables del servicio postal en Bosnia y Herzegovina. Opera principalmente en áreas de mayoría croata en la Federación de Bosnia y Herzegovina y su sede se encuentra en Mostar. Se estableció en 1993 como una división de la empresa croata de correos HPT, convirtiéndose el 1 de enero de 2003 en una empresa postal independiente. Los otros dos operadores postales del país son BH Pošta (que cubre la mayoría de los demás clientes de la Federación de Bosnia y Herzegovina) y Pošte Srpske (que opera en la República Srpska).
Hrvatska pošta Mostar emitió su primer sello postal el 12 de mayo de 1993, con un valor de 2000 dinares croatas y que representa las apariciones marianas en Međugorje.